# L'Homme du Niger
Pour plus de détails, voir Fiche technique et Distribution.
L'Homme du Niger est un film français réalisé par Jacques de Baroncelli, sorti en 1940.

## Synopsis
Le commandant Breval, chef d'une garnison au Soudan français, aimerait édifier un barrage sur le Niger pour fertiliser les terres avoisinantes. Un homme politique, François Mourrier, arrive en mission au Soudan, accompagné de sa fille. Celle-ci tombe rapidement sous le charme du commandant Bréval alors que son lieutenant Parent, lui, tombe sous le charme de Danielle Mourrier. Mais Danielle préfère le commandant. Breval explique à François Mourrier le projet qui hante sa vie. Celui-ci intéressé repart en France pour expliquer le projet au gouvernement français. 
Un feu éclate dans un village, le commandant Breval et le lieutenant Parent œuvrent à éteindre celui-ci et sauvent des Africains. Le commandant est légèrement blessé ainsi que le lieutenant qui seront soignés par le Major Bourdet. Ils décident tous trois de partir à Paris, pour une permission. 
Lors de la cérémonie de fiançailles du commandant avec Danielle Mourrier, François Mourrier lui annonce que le gouvernement français est prêt à financer son barrage sur le Niger. Le Major Bourdet s'aperçoit que le commandant a de légers problèmes au niveau des mains, et décide de le revoir plus tard à l'hôtel. Le soir le Major Bourdet découvre que le commandant Bréval est atteint de lèpre. Celui-ci décide de disparaître, sans laisser de nouvelles à sa fiancée. Dépitée, la malheureuse Danielle Mourrier épouse le lieutenant Parent. 
Implantés dans une garnison triste de l'est de la France, Danielle décide son époux à repartir diriger une garnison au Soudan. Dès leur arrivée ils retrouvent le Major Bourdet qui soigne les lépreux dans son hôpital, celui-ci montre au couple l'avancement du barrage sur le Niger, ceux-ci sont agréablement surpris. Danielle croit apercevoir le Commandant Breval, elle en parle à son époux qui nie. Mais elle doute, et décide de chercher le lieu d'habitation de cet homme ; partant à cheval dans la brousse, elle trouve sa maison, elle entre, et elle découvre l'homme de sa vie, le Commandant Breval. Celui-ci lui annonce qu'il est lépreux, et qu'il est parti à cause de sa maladie, elle pleure, ne comprenant pas, elle l'aurait sauvé, mais lui ne voulait pas de sa pitié. 
Le Commandant Breval apprend alors par le major Bourdet qu'il est guéri, il explose de joie, et annonce la nouvelle à Danielle qui l'aime depuis toujours, ils explosent leur amour retrouvé. À ce moment Le lieutenant Parent entre dans la maison du commandant et voit son épouse dans les bras du commandant, il comprend qu'il est le mari déchu, le commandant Bréval déclare à Parent qu'il est lépreux, et qu'il ne compte pas lui enlever Danielle. Celle-ci dément et dit à son mari qu'il est sauvé, qu'il n'est plus lépreux. Le lieutenant Parent décide de repartir questionner le Major Bourdet. Danielle tombe dans les bras du Commandant et pleure désespérément. 
Pendant ce temps, un agitateur divise les Africains à propos du barrage, provoquant une émeute. Le commandant Breval tenant à son œuvre, arrive à convaincre les travailleurs africains de reprendre les travaux. Mais l'agitateur, en essayant de fuir, tue le commandant Breval d'un coup de fusil. Le film se termine sur les funérailles du commandant.

## Fiche technique
- Titre : L'Homme du Niger
- Réalisation : Jacques de Baroncelli, assisté de Guillaume Radot
- Scénario : Albert Dieudonné d'après le livre de Jean Paillard
- Dialogues : Joseph Kessel
- Décors : James Allan et Guy de Gastyne
- Musique : Henri Tomasi
- Photographie : Léonce-Henri Burel, Henri Tiquet et Roger Verdier
- Montage : Jean Sacha
- Production : E. Dereumaux et Jean-José Frappa
- Pays d'origine :  France
- Format : Son mono - 35 mm - Noir et blanc - 1,37:1
- Genre : Comédie dramatique
- Durée : 102 minutes
- Date de sortie : France - 1940

## Distribution
- Victor Francen : le commandant Bréval
- Jacques Dumesnil : le lieutenant Parent
- Annie Ducaux : Danièle Mourrier
- Harry Baur : le major-médecin Bourdet
- Blanche Denège : Sœur Théoneste
- Georges Mauloy : François Mourrier
- Habib Benglia :

## Récompense
Le film faisait partie de la sélection française pour la création du festival de Cannes en 1939 qui sera annulée.